# オオバライチゴ
オオバライチゴ（大薔薇苺、Rubus croceacanthus H.Lév.）は、バラ科キイチゴ属に分類される落葉低木の一種。九州南部～南西諸島には近縁のリュウキュウバライチゴ（琉球薔薇苺、R. okinawensis）が分布する。

## 特徴
古くは琉球王国でリュウキュウイチゴ、ホウロクイチゴ、ナワシロイチゴなどが「タカイチュビ」とされ栽培されていたという記録があり、首里城敷地内において展示されている。
|  |

## 近縁種

### リュウキュウバライチゴ
静岡県、高知県、九州南部～沖縄諸島、石垣島、西表島、大東諸島に分布。別名オキナワバライチゴ、方言名インギイチブ。オオバライチゴとは葉表に毛がなく、裏面脈上に刺がない点などで区別される。オオバライチゴより鋸歯や葉先が尖り、小葉の間隔が詰まる。
|                                |
| リュウキュウバライチゴの花。   |
|                                |
| リュウキュウバライチゴの果実。 |